# Peña Huertana La Seda
La Peña Huertana La Seda es una asociación sociocultural ubicada en la pedanía de La Alberca (Murcia) que tiene como fin preservar la cultura tradicional de la huerta murciana a través de la realización de una serie de actividades culturales y de ocio. Fundada en 1975, elaboró sus primeros Estatutos el 10 de junio de 1977. Tras una serie de reuniones, se creó la primera Junta Gestora, presidida por Francisco Aliaga Zamora, y cuyo secretario Francisco Paredes Tornel será el primer presidente de la peña.
Se trataba de la segunda peña más antigua de la Región de Murcia seguida de La Peña "La Panocha", sin embargo, y tras la desaparición de esta peña, La Seda es hoy la peña más antigua de la Región de Murcia ocupando el número 1 en la Federación de Peñas Huertanas, siendo pues una de las más relevantes y conocidas tanto a nivel regional como nacional. 
En 1987 el actual Rey Felipe VI de España aceptó el título de Presidente de Honor de la Peña Huertana La Seda. Firmada por el Marqués de Mondéjar, llegaba el 26 de noviembre de 1987 una carta dirigida al entonces presidente Ramón López López por la que aceptaba el cargo a la Presidencia de Honor de la peña el, en aquel entonces, Príncipe de Asturias. El acto con el que se hizo efectiva la presidencia de honor de S. M el Rey se celebró el 13 de junio de 1988 en el despacho del Alcalde de Murcia, al que acudieron numerosas autoridades.

## Fundación y sede
Los comienzos de la Peña Huertana "La Seda" datan del año 1975, presentándose los primeros estatutos dos años más tarde. La primera sede de la Peña se establece en la finca "El Rento", trasladándose posteriormente a un solar de la calle Fábrica y finalmente al número 28 del Carril de la Villa, sede actual, todo ello en  La Alberca de las Torres (Murcia). La primera Junta Gestora fue presidida por Francisco Aliaga Zamora, la labor de esta fue nombrar a la primera  Junta Directiva, cuyos integrantes en sus primeras sesiones son considerados como los padres fundadores de la Peña. A mediados de 1978 se reúnen ocho peñas y el presidente Francisco Paredes propone la formación de una Federación de Peñas Huertanas cuya función principal sea la de ayudar al cumplimiento de la finalidad primera de toda Peña Huertana: preservar la cultura murciana.

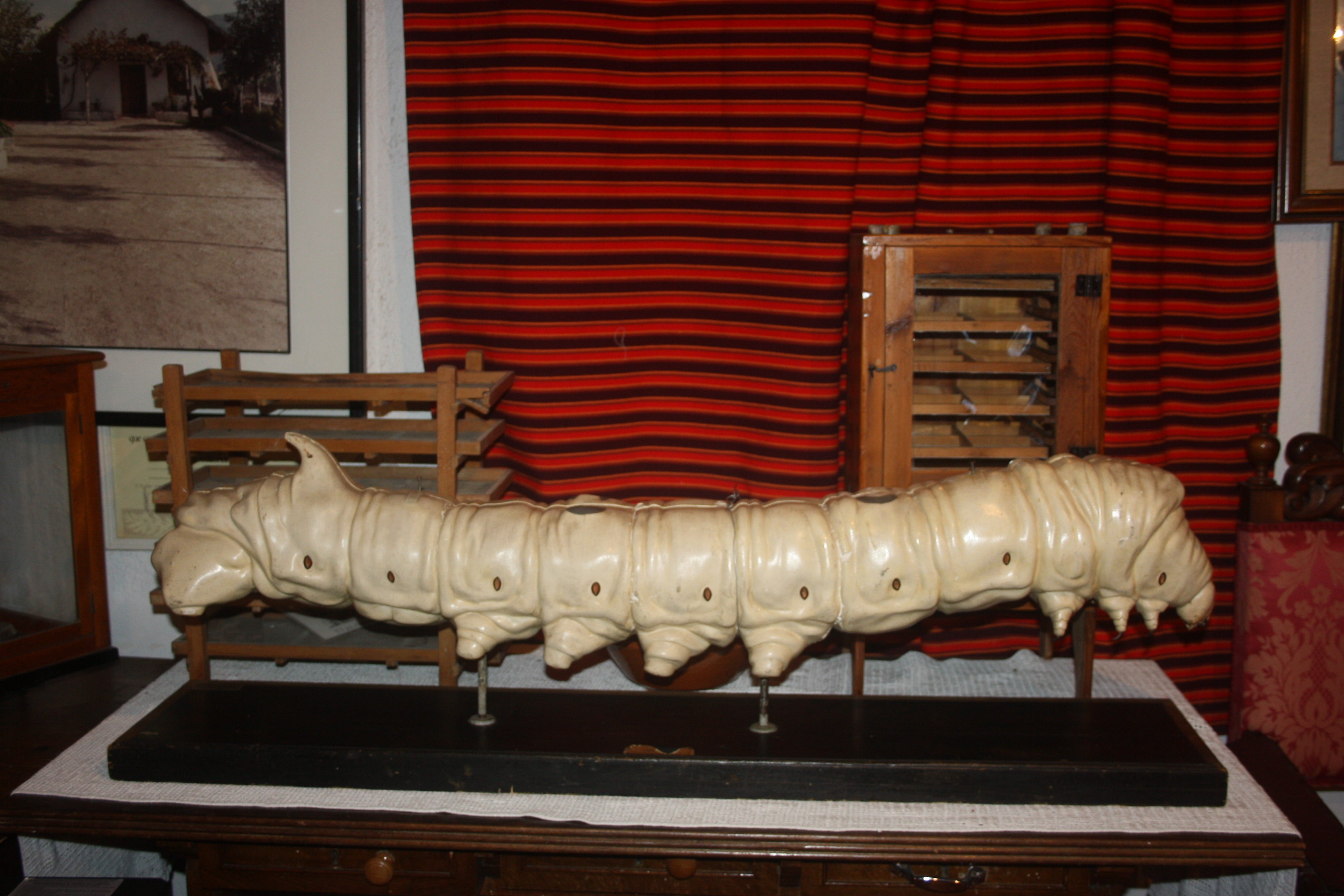
Gusano de seda expuesto en el Museo de La Seda

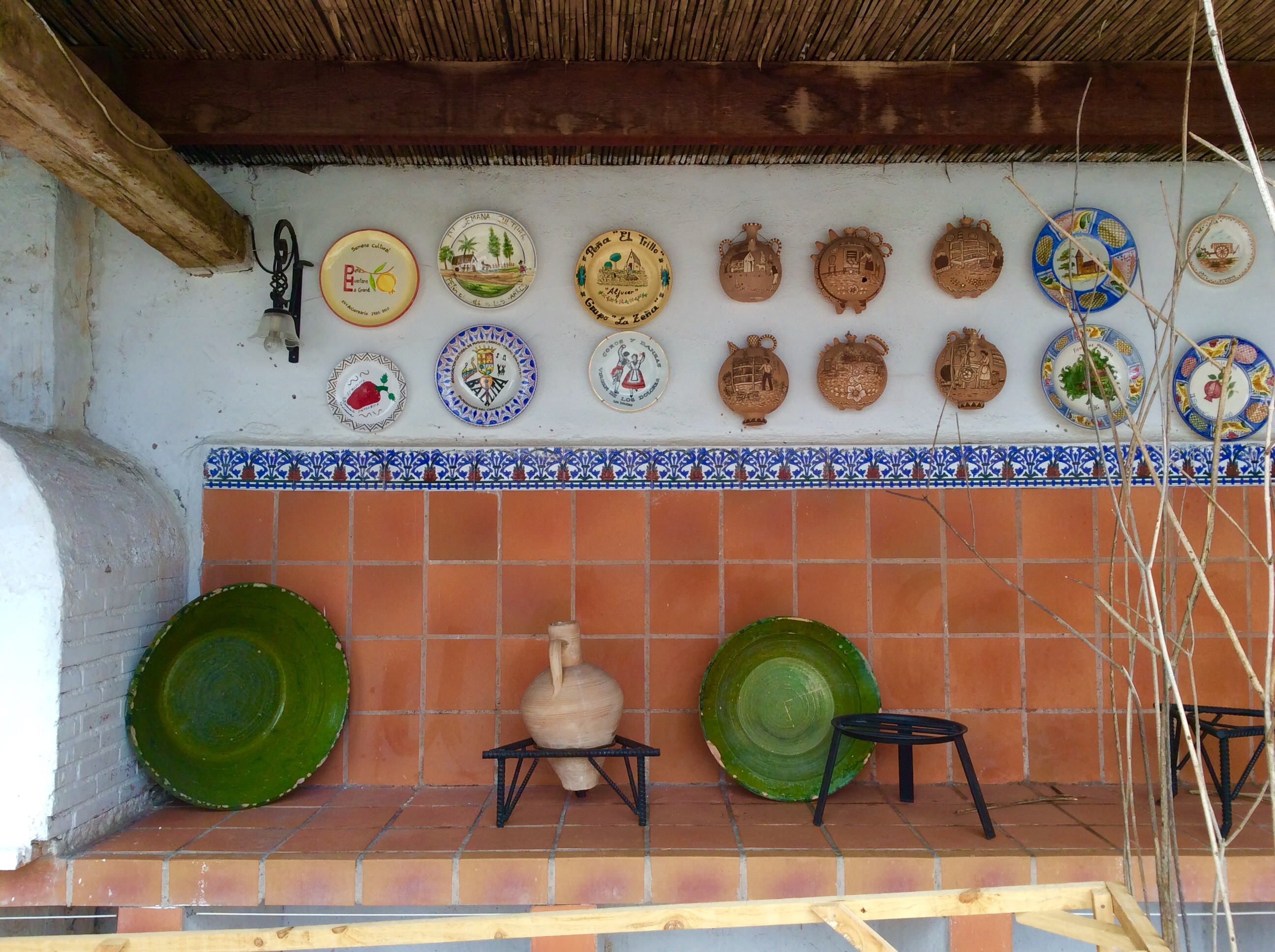
Cocinas de la Peña Huertana La Seda

En su actual sede, la Peña cuenta con tres  barracas: la primera es utilizada a modo de exposición, donde encontramos el Museo de la Seda, una exposición permanente en la que podemos encontrar utensilios y material relacionado con la crianza del  gusano de seda; la segunda, como ensayo para las escuelas de baile y música, salón de juntas y secretaría; y la tercera, destinada al ventorrillo, donde se puede degustar la gastronomía típica huertana. También dispone de un carril de bolos huertanos, una pista deportiva, una pista de baile, un escenario al aire libre y unas cocinas. La barraca más característica es la que contiene el museo, frecuentada por grupos escolares, pues ofrece al visitante la oportunidad de adentrarse en las antiguas formas de vida de  La Alberca y en las tradiciones y costumbres de la Huerta del  Segura. Los objetos se encontraban en un museo que fue cerrado y se tuvieron que trasladar a la sede actual de la peña.

## Fines y propósitos
La Peña tiene como propósito fundamental la conservación de las formas de vida, tradiciones y costumbres murcianas, así como investigar y enseñar el  folklore murciano, en un intento de hacer resurgir los bailes y piezas típicas huertanas para que sean conocidas por los más jóvenes. Pero sobre todo, su intento más claro de rescatar la tradición huertana es la crianza del  gusano de seda y el cultivo de la  morera: tradición de la tierra de  Murcia y gran generadora de riquezas durante varios siglos. 
Destaca su papel como escuela de música y baile, de bordado, peinados tradicionales y de  bolillo.
| Presidentes              | Años            |
| ------------------------ | --------------- |
| Francisco Paredes Tornel | 1977            |
| Ramón López López        | 1983            |
| Ángel López Serrano      | 1993            |
| Mariano Pérez Asensio    | 1997            |
| Juan Manuel Piñero Marín | 1999            |
| Ángel López Alcázar      | 2002            |
| Juan Manuel Piñero Marín | 2016 - presente |

## Actividades culturales
La Peña, en su esfuerzo por conservar la tradición huertana, lleva a cabo una multitud de actividades culturales. En marzo, se celebra la Bendición de la Simiente del Gusano de Seda, siendo esta una de sus actividades más relevantes. Celebrada el primer domingo de marzo en la que participan miembros de la peña y de la cofradía de Perdón. La romería parte a las diez de la mañana de la sede de la peña y se dirige a la ermita de San Antonio el Pobre, donde tiene lugar una misa a las doce y media.  En abril, la peña participa en las conocidas Fiestas de Primavera de la Región de Murcia desde 1975, antes de que quedaran constatados los estatutos de esta peña. Durante estas fiestas se exponen diferentes barracas por parte de las diferentes peñas de la Federación, rememorando las antiguas viviendas de los huertanos y exponiendo la gastronomía típica de la huerta murciana. La  barraca de la Peña se puede encontrar en la Plaza de la Cruz Roja. 
Seguidamente, en junio, la peña participa en las Jornadas Culturales de  La Alberca y se eligen a las nuevas madrinas de la peña. En octubre, la peña participa en las Fiestas Patronales de  La Alberca. Por último, en diciembre, se lleva a cabo el Belén y las Jornadas Navideñas.
Además, La Peña presenta anualmente sus dos candidatas a Reina Mayor de la Huerta y a Reina Infantil de la Huerta, siendo la única galardonada María Encarnación Aliaga Jodar en 1989.

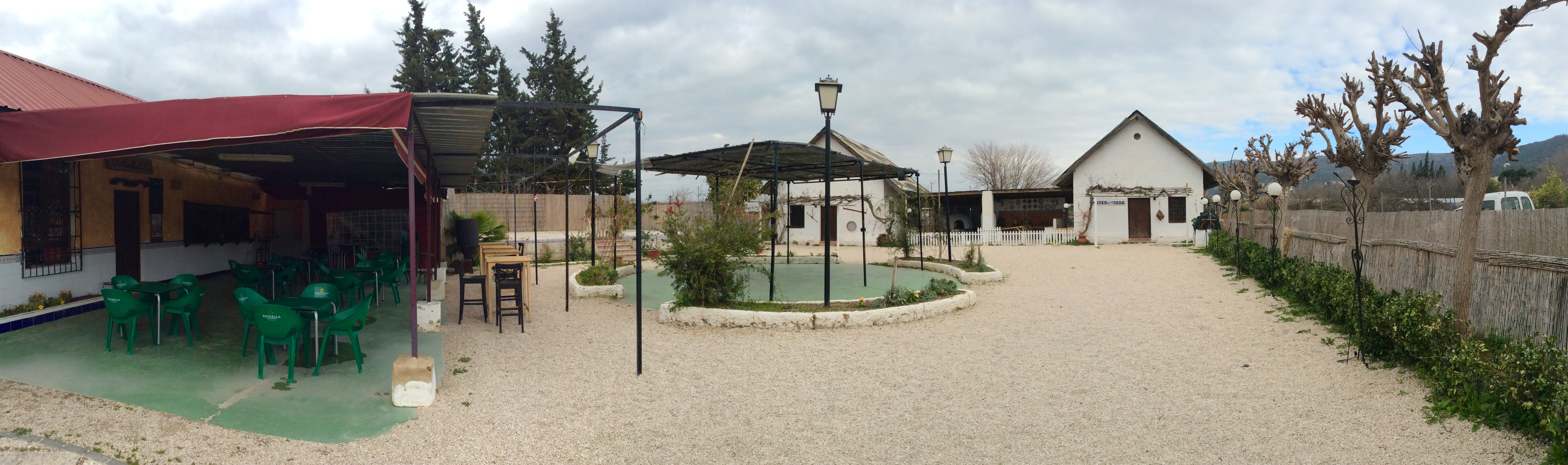
Panorámica de la Peña Huertana La Seda en la que se puede observar sus tres barracas.